# Calamagrostis hackelii
Calamagrostis hackelii là một loài thực vật có hoa trong họ Hòa thảo. Loài này được Lillo ex Stuck. mô tả khoa học đầu tiên năm 1911.